# Колобашкин, Владимир Антонович
Владимир Антонович Колобашкин — советский хозяйственный и политический деятель.

## Биография
Родился в 1909 году в Санкт-Петербурге. Член КПСС.
В 1934—1941 гг. — секретарь комитета комсомола, заместитель секретаря парткома фабрики «Скороход», заведующий отделом агитации и пропаганды Московского райкома ВКП(б) города Ленинграда.
Участник Великой Отечественной войны: заместитель начальника политотдела 83-й стрелковой дивизии, участник обороны Ленинграда.
В 1942—1945 гг. — второй секретарь Московского районного комитета ВКП(б) города Ленинграда.
В 1945—1947 гг. — первый секретарь Володарского районного комитета ВКП(б) города Ленинграда.
В 1947—1950 гг. — секретарь Ленинградского областного комитета ВКП(б).
Репрессирован по Ленинградскому делу, реабилитирован.
В 1955—1958 гг. — заместитель директора фабрики «Скороход», начальник Управления культуры Ленинградского горисполкома.
Умер до 1960 года в Ленинграде.

## Награды
- Орден Отечественной войны II степени
- Орден Трудового Красного Знамени
- Орден Красной Звезды